# Karina Jordán
Karina Fiorella Jordán Manrique (Lima, 18 de diciembre de 1985) es una actriz y profesora de teatro peruana. Es más conocida por el rol estelar de Cristina Romero en la serie televisiva Ven, baila, quinceañera.

## Biografía
Estudia en el Colegio Sagrados Corazones Belén en San Isidro, y posteriormente estudia actuación en el Teatro de la Universidad Católica. También, es dirigida por su mentor Raúl Loayza-Espichán.
Es egresada y profesora del centro de formación del Teatro de la Universidad Católica, más conocida por haber protagonizado la telenovela Ana Cristina (2011), junto al actor Segundo Cernadas.
En 2008, participa en la miniserie La Fuerza Fénix. Al año siguiente, protagoniza la serie Clave uno: Médicos en alerta como La Dra. Marcela Piqueras.
En 2011, participa en la obra de teatro Cosecha, bajo la dirección de Francisco Lombardi.
En 2010, actúa en la obra La fiaca, bajo la dirección de Giovanni Ciccia.
En 2015 actúa en la serie peruana (Ven, Baila, Quinceañera), como Cristina Romero junto a Pablo Heredia, Flavia Laos, entre otros. 
En 2020, participa en el elenco de Te Volveré A Encontrar, ese mismo año actúa en Princesas, también una telenovela peruana, bajo el personaje de Regina Ortega.

## Filmografía

### Cine
| Año  | Título                                         | Personaje                           | Notas                              | Ref. |
| ---- | ---------------------------------------------- | ----------------------------------- | ---------------------------------- | ---- |
| 2004 | Una noche distinta                             |                                     | Cortometraje                       |      |
| 2004 | Una noche distinta                             | (Asistenta de producción)           |                                    |      |
| 2009 | El Delfín: La historia de un soñador           | Daniel Alejandro Delfín "El delfín" | Rol Protagónico (Voz)              |      |
| 2014 | F-27: La Película                              | Antropóloga Forense Laura Pinillos  | Rol Protagónico                    |      |
| 2016 | Margarita, ese dulce caos                      | Impulsadora                         | Rol Secundario                     |      |
| 2016 | Anonymous: Hacker, Todo crimen tiene un inicio | Conductora de noticias de Londres   | Rol Secundario (Doblaje Latino)    |      |
| 2016 | Anonymous: Hacker, Todo crimen tiene un inicio | Vendedora de bienes raíces          | Rol Secundario (Doblaje Latino)    |      |
| 2016 | Anonymous: Hacker, Todo crimen tiene un inicio | Voces adicionales                   | Roles Secundarios (Doblaje Latino) |      |
| 2018 | Soltera codiciada                              | Natalia                             | Rol Protagónico                    |      |
| 2018 | Caiga Quien Caiga                              | Marina                              | Rol Secundario                     |      |
| 2019 | Papá X Tres                                    | Mary                                | Rol Principal                      |      |
| 2020 | Fuera del alcance de la luz                    | Mamá                                | Cortometraje                       |      |
| 2020 | Fuera del alcance de la luz                    | Mamá                                | Rol Principal                      |      |

### Televisión

#### Series y telenovelas
| Año       | Título                          | Personaje                                                         | Notas                                                               | Ref. |
| --------- | ------------------------------- | ----------------------------------------------------------------- | ------------------------------------------------------------------- | ---- |
| 2007      | Baila Reggaetón                 | Vanessa                                                           | Rol Recurrente                                                      |      |
| 2007      | Golpe a golpe                   | Belén Meléndez                                                    | Rol Secundario                                                      |      |
| 2008      | Sabrosas                        | Yanina Ugarte / "Joselyn"                                         | Rol Principal                                                       |      |
| 2008      | La Fuerza Feníx                 | Rina Sipagauta                                                    | Rol Principal                                                       |      |
| 2009      | Clave uno: Médicos en alerta    | Dra. Marcela Piqueras                                             | Rol Protagónico                                                     |      |
| 2009      | Clave uno: Médicos en alerta 2  | Dra. Marcela Piqueras de Linares                                  | Rol Protagónico                                                     |      |
| 2010      | Clave uno: Médicos en alerta 3  | Dra. Marcela Piqueras de Linares                                  | Rol Protagónico                                                     |      |
| 2011      | Ana Cristina                    | Ana Cristina Benavides Pinto / "Ana Cristina Román"               | Rol Protagónico                                                     |      |
| 2011      | Ana Cristina                    | Soledad Pinto (Joven)                                             | Rol de Invitada Especial                                            |      |
| 2013      | Derecho de familia              | Carla                                                             | Rol de Invitada Especial (1 Episodio)                               |      |
| 2013      | Clamor En El Barrio             | Nina                                                              | Rol Principal                                                       |      |
| 2014      | Comando Alfa                    | Mayor María Santamaría                                            | Rol Protagónico                                                     |      |
| 2015      | Acusados                        | Pamela                                                            | Rol Principal                                                       |      |
| 2015–2016 | Ven, Baila, Quinceañera         | Cristina Alcira Romero Vilcimichi                                 | Rol Secundario                                                      |      |
| 2016–2017 | El regreso de Lucas             | Paula Núñez                                                       | Rol Secundario                                                      |      |
| 2016–2017 | El regreso de Lucas             | Paula Núñez                                                       | Nominada a Mejor Actriz de TV por Premios Luces de El Comercio 2016 |      |
| 2016–2017 | VBQ: Todo Por La Fama           | Cristina Alcira Romero Vilcimichi                                 | Rol Secundario                                                      |      |
| 2016      | Mis tres Marías o Mis 3 Marías  | Emma Donayre Espejo                                               | Rol Antagónico Secundario                                           |      |
| 2016      | Amores que matan                | Sofía "Sofi"                                                      | Rol Antagónico Principal (Episodios: Chicas I y Chicas II)          |      |
| 2016      | Amores que matan                | _                                                                 | Rol Protagónico (Episodio: Durmiendo con el enemigo)                |      |
| 2016      | Amores que matan                | _                                                                 | Rol Protagónico (Episodio: Interrogatorio)                          |      |
| 2017      | Te volveré a encontrar (Piloto) | Inés Roldán Barrera                                               | Rol Principal                                                       |      |
| 2018      | VBQ: Empezando a Vivir          | Cristina Alcira Romero Vilcimichi de Pedraglio-Olmedo             | Rol Principal                                                       |      |
| 2018      | Te volveré a encontrar (Piloto) | Elena Guadalupe Trelles                                           | Rol Principal                                                       |      |
| 2019      | Princesas (Piloto)              | Regina Ortega                                                     | Rol Antagónico Protagónico                                          |      |
| 2020      | Te volveré a encontrar          | Elena Guadalupe Trelles / "Elena Henández-Bravo Jordán" / "China" | Rol Antagónico Secundario Reformado                                 |      |
| 2020      | Los Vílchez 2                   | Erica Cardoso Moreno                                              | Rol Antagónico Reformado                                            |      |
| 2020–2021 | Princesas                       | Regina Ortega Vda. de Del Bosque                                  | Rol Antagónico Protagónico                                          |      |
| 2020–2021 | Princesas                       | Espejo mágico                                                     | Rol Antagónico Secundario                                           |      |
| 2021–2022 | Junta de vecinos                | Dra. Natalia Alarcón Tarareta Div. de Martínez                    | Rol Principal                                                       |      |
| 2022      | Junta de vecinos 2              | Dra. Natalia Alarcón Tarareta de Pereira Div. de Martínez         | Rol Principal                                                       |      |

#### Programas
| Año  | Título                                               | Rol        | Notas                           | Ref. |
| ---- | ---------------------------------------------------- | ---------- | ------------------------------- | ---- |
| 2011 | Teletón 2011: Unámonos para cambiar pena por alegría | Ella misma | Presentadora (Edición Especial) |      |
| 2020 | En boca de todos                                     | Ella misma | Invitada Especial               |      |
| 2021 | América Espectáculos                                 | Ella misma | Invitada Especial               |      |

## Teatro
| Año  | Título                         | Personaje                       | Notas                           | Ref. |
| ---- | ------------------------------ | ------------------------------- | ------------------------------- | ---- |
| 2010 | Rent                           |                                 | Rol Protagónico                 |      |
| 2010 | Rent                           | Dirección: Doménico Poggi Palma |                                 |      |
| 2010 | Fama, El musical               |                                 | Dirección: Domenico Poggi Palma |      |
| 2011 | La tercera edad de la juventud |                                 | Rol Principal                   |      |
| 2011 | La tercera edad de la juventud | Dirección: Giovanni Ciccia      |                                 |      |
| 2011 | Cosecha                        |                                 | Dirección: Francisco Lombardi   |      |
| 2012 | La fiaca                       | Marta                           | Rol Protagónico                 |      |
| 2012 | La fiaca                       | Marta                           | Dirección: Giovanni Ciccia      |      |
| 2012 | La fiaca                       | Marta                           | Teatro: Teatro Larco            |      |
| 2014 | Bernarda: Odio, sexo y locura  |                                 | Rol Principal                   |      |
| 2018 | Fragmentos                     |                                 | Rol Principal                   |      |
| 2021 | 2084                           |                                 | Rol Principal                   |      |
| 2024 | Casa, llegué a cariño          | Judy                            | Rol protagónico                 |      |
| 2025 | Desnudos                       | Emilia                          | Rol protagónico                 |      |

## Premios y nominaciones
| Año  | Premio                       | Categoría                                                                          | Trabajo                        | Resultado | Ref.          |
| ---- | ---------------------------- | ---------------------------------------------------------------------------------- | ------------------------------ | --------- | ------------- |
| 2009 | Premio de El Informante Perú | Mejor Actriz del Año                                                               | Clave uno: Médicos en alerta   | Ganadora  |               |
| 2009 | Premio de El Informante Perú | Mejor pareja protagónica en la producción nacional del año (Con Francisco Cabrera) | Clave uno: Médicos en alerta 2 | Ganadora  |               |
| 2010 | Premios Luces de El Comercio | Mejor Actriz de TV                                                                 | Clave uno: Médicos en alerta 3 | Ganadora  | [ 9 ]         |
| 2016 | Premios Luces de El Comercio | Mejor Actriz de TV                                                                 | El regreso de Lucas            | Nominada  | [ 10 ]        |
| 2018 | Premios Luces de El Comercio | Mejor Actriz Secundaria de Cine                                                    | Soltera codiciada              | Nominada  | [ 11 ]        |
| 2021 | Premios Luces de El Comercio | Mejor Actriz de Artes escénicas                                                    | 2084                           | Ganadora  | [ 12 ] [ 13 ] |